# Jalil Bennani
Pour les articles homonymes, voir Bennani.
Jalil Bennani, né en 1948 à Meknès, est un  psychiatre, psychanalyste et écrivain marocain vivant à Rabat. 

## Biographie
Ancien élève de Lucien Bonnafé et Tony Lainé, il œuvre depuis 1980 pour la transmission de la psychanalyse au Maroc et poursuit des recherches sur l'histoire de la psychanalyse. Il est à l'initiative de la création de plusieurs associations. Il est cofondateur et président du Cercle psychanalytique marocain (2009). Ses principaux ouvrages sont Le Corps suspect, Le Temps des ados en collaboration avec Alain Braconnier, Psychanalyse en terre d'islam, qui constitue la première introduction à la psychanalyse au Maghreb,  Un psy dans la cité qui a reçu le prix Grand Atlas en 2014 et Des djinns à la psychanalyse, nouvelle approche des pratiques traditionnelles et contemporaines.

### Arts
Proche du milieu artistique, il a travaillé et publié avec l'artiste peintre Mohamed Kacimi l'ouvrage Traces et paroles. 
Il est cofondateur de la "Fondation Kacimi" (2009).

### Université
En 2011, il obtient l'habilitation à diriger les recherches (HDR) en psychologie (université de Nice Sophia Antipolis, UFR Lettres, Arts et Sciences humaines).
Membre associé au Centre de recherche Psychanalyse, Médecine et Société (CRPMS), Université Paris Diderot - Paris 7

## Domaines d'intérêt
• Histoire de la psychanalyse dans le monde arabe et islamique : 
Trois pays sont considérés comme les pionniers de la psychanalyse dans le monde arabe et islamique : l’Égypte, le Liban et le Maroc. Un mouvement psychanalytique existe dans d’autres pays, notamment en Tunisie et en Algérie. Au sein des pays du Maghreb, et plus particulièrement au Maroc, la transmission du projet freudien suscite un intérêt croissant même si elle rencontre des résistances. La psychanalyse interroge la culture et les croyances que celles-ci soient religieuses, maraboutiques ou magiques.
• Exil, migration et plurilinguisme : 
On assiste aujourd'hui à un vacillement des identités avec des conflits nées de troubles identificatoires à l'image parentale, à l'inscription dans une langue, au rejet de la langue maternelle. Les questions liées à l’exil sont intimement liées à celles de bilinguisme et plurilinguisme. Les mouvements de population conduisant vers les pays industrialisés un nombre important de migrants posent aux cliniciens des problèmes nombreux d'adaptation. Ajoutons que la question du bilinguisme est intimement liée à l’histoire de la psychanalyse.
• Adolescents et lien social : 
Les inquiétudes et les angoisses des adolescents sont le reflet de leur génération, de leur époque. Ils remettent en question les cadres théoriques et les références traditionnelles. Ils révèlent ainsi des préoccupations nouvelles qui en appellent à de nouvelles règles éducatives et sociales. L’adolescence, par ses crises et ses paradoxes, constitue un moment révélateur de questions essentielles : l’émergence de l’individu, la remise en question de l’autorité parentale, la transformation des rapports sociaux.

## Synthèse des travaux
Jalil Bennani publie en 1980 le livre, Le corps suspect, qui traite des rapports entre les migrants et l’institution médicale en France. Peu après il rentre au Maroc, ouvre un cabinet de consultations, participe à l’activité associative et à la recherche. Parallèlement, Jalil Bennani présente des communications au Maroc et au niveau international, donne des interviews, publie des ouvrages. Il dirige des dossiers de revue, collabore à des travaux collectifs et participe à des activités d'enseignement.

## Ouvrages

### Individuels
- 2022: L'espoir viendra du Sud, dialogue au temps du Covid, correspondance avec Roland Gori,éditions La croisée des chemins  (ISBN 978 9920-753-56-2).
- 2022: Des djinns à la psychanalyse, nouvelle approche des pratiques traditionnelles et contemporaines, Les presses du réel, Paris.
- 2016 : Un si long chemin - Paroles de réfugiés au Maroc, éditions La croisée des chemins,  (ISBN 978-9954-1-0568-9) http://www.huffpostmaghreb.com/2016/06/17/ouvrage-refugies-maroc_n_10527992.html
- 2014 : Comment les jeunes changent nos vies[8], éditions La croisée des chemins,  (ISBN 978-9954-1-0463-7) (OCLC 882200524)
- 2013 : Un psy dans la cité : Entretiens avec Ahmed El Amraoui[9], éditions La croisée des chemins,  (ISBN 978-9954-1-0424-8) (OCLC 831310472)
- 2008 : Traces et paroles, Des adolescents, un peintre, un psychanalyste, en collaboration avec Mohammed Kacimi, éditions Al Manar,  (ISBN 978-2-913896-60-4)
- 2008 : Psychanalyse en terre d'islam, Introduction à la psychanalyse au Maghreb, éditions Arcanes-Erès,  (ISBN 978-2-7492-0884-8) (OCLC 470720666)
- 2002 : Le temps des ados, avec Alain Braconnier, éditions Le Fennec,  (ISBN 9954-0-0082-8)
- 1999 : Parcours d’enfants, Le Fennec,  (ISBN 9954-0-0011-9)
- 1996 : La psychanalyse au pays des saints, éditions Le Fennec,  (ISBN 9981-838-32-2)
- 1985 : Het sprekende lichaam, Nabije-Oostenreeks, Houten (traduction hollandaise de l’ouvrage Le corps suspect),  (ISBN 90 293 9827 2) CIP
- 1980 : Le corps suspect, éditions Galilée, 142 p.  (ISBN 2-7186-0164-7) (OCLC 8272766), 2e édition 2015, La croisée des chemins.

### Direction d'ouvrage
- 2012 : "Désirs et sexualités, d'une culture à une autre, d'une langue à une autre", éditions Arcanes Erès,  (ISBN 978-2-7492-1600-3)

### Direction de numéros de revue
- 2005 : « Psychanalyser au Maghreb », revue Prologues, coordination du dossier
- 1981 : Corps-Langue-Tradition, ouvrage collectif, revue Transitions, no 6, Paris (direction du numéro avec J.F. Reverzy)

### Contribution à des ouvrages collectifs (sélection)
- 2021 : Le droit de vivre, Éditions La croisée des chemins, Casablanca
- 2021 :Ce que nous vivons, Éditions La croisée des chemins, Casablanca
- 2018 : Promesses d’Afrique, sous la direction de Mustapha Bencheikh et Yves Geffroy, publications de l’Université Internationale de Rabat.
- 2017 : Exil, mémoire, migration, Casa Express, Casablanca, sous la direction de Mustapha Bencheikh et Yves Geffroy, publications de l’Université Internationale de Rabat.
- 2016 : Les infortunes de l’identité culturelle, sous la direction de Mustapha Bencheikh, publications de l’Université Internationale de Rabat
- 2015 : Ce qui nous somme, réflexions marocaines après les attentats des 7 au 11 janvier à Paris, ouvrage collectif, éditions La croisée des chemins,  (ISBN 978-9954-1-0516-0)
- 2015 : Les territoires de l'écriture, (dir. Mustapha Bencheikh), Publications de l'Université internationale de Rabat
- 2014 : L'enfant connecté (sous la direction de Dominique Texier, avec Sylvain Adamczyk, François Ansermet, Sébastien Coulombel, Yann Diener, Olivier Douville, Océane Dupuis, Tony Fortin, Divina Frau-Meigs, Nicolas Georgieff, Michel Jager, Jean-Pierre Lebrun, Carine Medou-Marere, Gérard Pommier, Véronique Sidoit, Nicolas Tajan et Jean-Pierre Trocme, éditions érès,  (ISBN 978-2-7492-4034-3)
- 2010 : La psychanalyse au Maghreb et au Machrek, avec Sophie de Mijolla-Mellor, Jalil Bennani, Saïd Bellakhdar, Patrick Delaroche, Hager Karray, Riadh Ben Rejeb, Raja Ben Slama, Mouzayan Osseiran, Nayla Debs, Rafa Nached, Tevfika Tunabobylu-Ikiz, Pinar Padar, Nader Barzin, Esmat Torkghashghaei, Houria Abdelouahed, Revue Topique, no 110, L'esprit du temps, 2010,  (ISBN 9782847951776)
- 2010 : Le jour d'après, Dédicaces à Abdelkébir Khatibi, avec Souâd Bahéchar, Assia Belhabib (dir.), Mustapha Bencheikh, Souleiman Bencheikh, Tahar Ben Jelloun, Jalil Bennani, Baida Chikhi, Alfonso De Toro, Papa Samba Diop, Rita El Khayat, Nabile Farès, Aïssa Ikken, Samia Kassab-Charfi, Abdelfattah Kilito, Minol Kolin Kobayashi, Mohamed Magani, Lucy Mc Neece, Abdallah Mdarhri Alaoui, Abdelwahab Meddeb, Bernoussi Saltani, Ukai Satoshi, Samuel Weber, Afrique-Orient éditions
- 2009 : Le Sacré, cet obscur objet du désir ?, Marie Balmary, Jalil Bennani, Dany-Robert Dufour, Jean-Claude Guillebaud, Jean-Michel Hirt, Ysé Tardan-Masquelier, Georges Zimra, éditions Albin Michel,  (ISBN 978-2-226-19118-2)
- 2009 : Comment peut-on être Marocain ? K.M. Ammi, Fouad Bellamine, Tahar Benjelloun, Jalil Bennani, Abdesselam Cheddadi, Driss C. Jaydane, Abdelfettah Kilito, Fouad Laroui, Abdellatif Laabi, Khalid Zékri (dir. Abdesselam Cheddadi), Maison des Sciences, des Arts et des Lettres

## Activités scientifiques
- 2014 : Co-chair de la section de psychiatrie et psychanalyse de l’Association Mondiale de Psychiatrie
- 2013 : Chercheur associé au CRPMS (Centre de recherche, Psychanalyse, Médecine et Société), de l'Université de Paris;
- 2012-14 : Vice-président de la fédération européenne de psychanalyse (FEDEPSY)
- 2009 : Cofondateur et président du cercle psychanalytique marocain
- 2008 : Fondateur du « Séminaire psychanalytique »
- 2001-2007: Cofondateur et président de la société psychanalytique marocaine
- 2003 : Cofondateur et président d’honneur de l’association internationale alternative fédérative des psychiatres privés (ALFAPSY)
- 1992-96 : Cofondateur et président de l’association marocaine de psychothérapie
- 1990-92 : Secrétaire général de la société marocaine de psychiatrie
- 1984-86 : Cofondateur et président de l’association Le Texte Freudien à Rabat
- 1977-1981 : Responsable des problèmes de pathologie du migrant maghrébin au centre Françoise Minkowska et dans le département de l’Essonne
- Membre du Comité scientifique international de la revue Santé Mentale au Québec

## Distinctions scientifiques et honorifiques
- Décembre 2013 : Lauréat du prix Grand Atlas, catégorie « Culturethèque » attribué par le grand public[10]
- 30 juillet 2002 : Décoration sous le nom de dr Abdeljalil Bennani par le roi Mohammed VI du Ouissam de la récompense nationale[11]
- 2002 : Lauréat du prix international Sigmund-Freud de la ville de Vienne[12] pour l’ensemble de son œuvre[13].
- 1997 : Lauréat du Prix du président de la République tunisienne des sociétés inter-maghrébines de médecine